# Haftmittel
Haftmittel, wie Haftpulver, Haftcreme, Haftkissen, Haftstreifen oder Haftgel werden zur Verbesserung des Prothesenhalts von Zahnprothesen verwendet. Bei Patienten, die unter ausgeprägtem Kieferknochenabbau leiden, können diese Prothesenhaftmittel etwas helfen, das Tragegefühl des herausnehmbaren Zahnersatzes zu verbessern. Hilfreich sind die Haftmittel auch in der Eingewöhnungszeit oder bei der Versorgung mit einem temporären Zahnersatz. Die Beißkraft und Kaufähigkeit kann durch Haftmittel bei einer gut sitzenden Prothese verbessert werden. Durch Gnathometermessungen konnte nachgewiesen werden, dass Prothesenträger nach Anwendung einer Haftcreme von einer Zunahme der Beißkraft um etwa 75 % profitierten.
Auch bei Änderungen des Muskeltonus, beispielsweise durch Lähmungen der Gesichtsmuskulatur, können Haftmittel hilfreich sein.

## Grundlagen

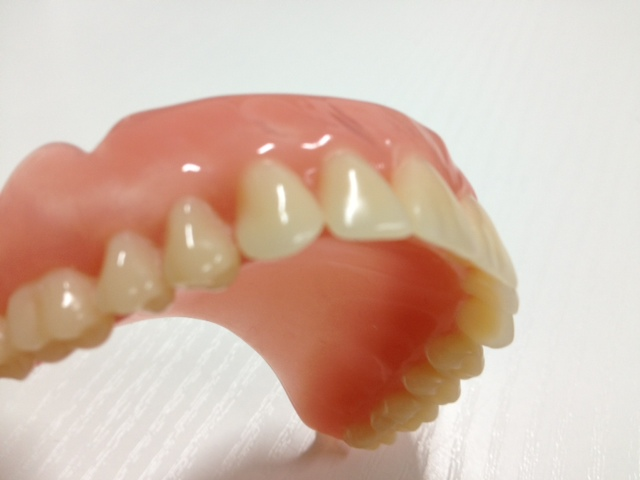
Totalprothese Oberkiefer

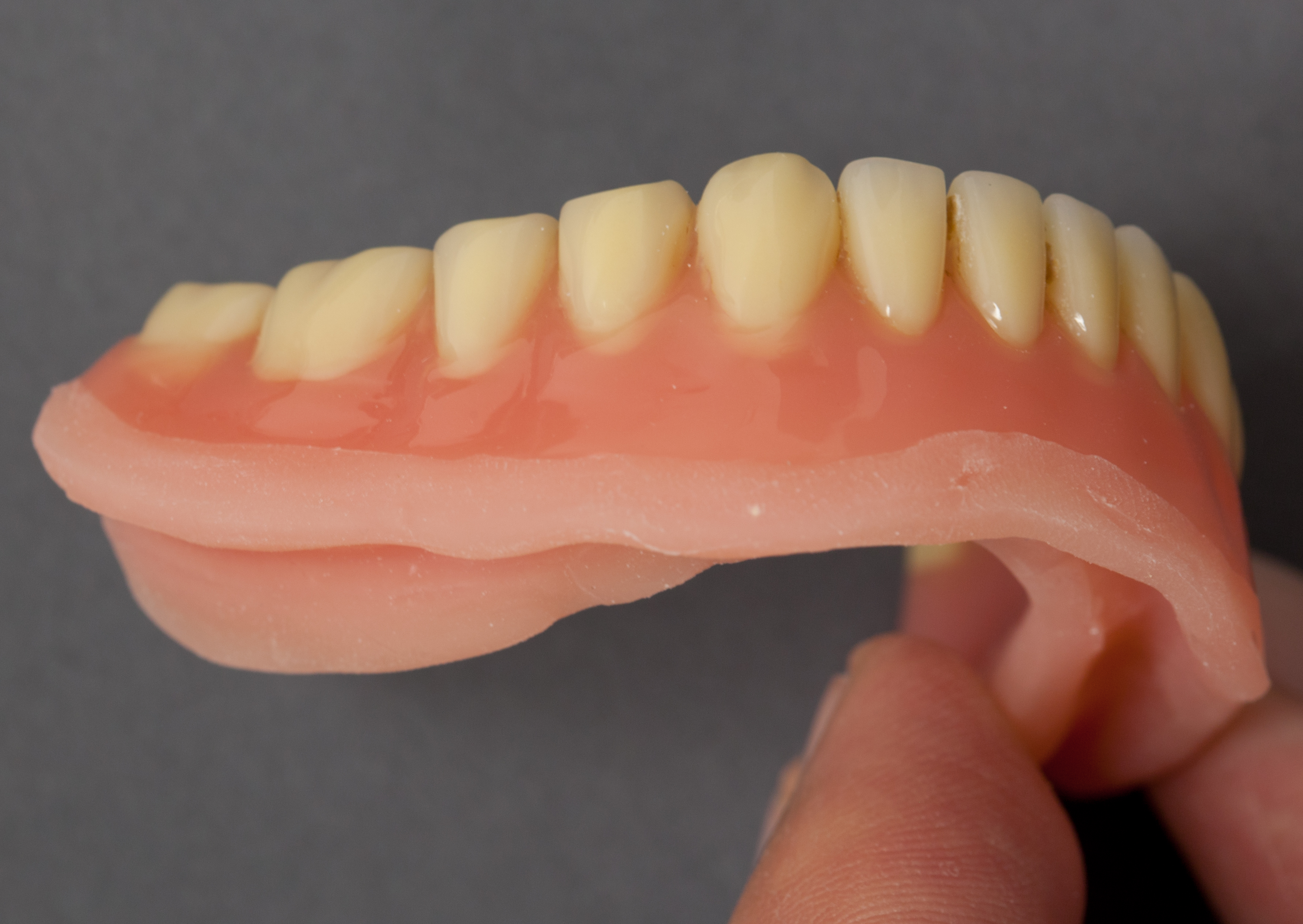
Totale Unterkieferprothese mit weichbleibender Unterfütterung

Eine Zahnprothese findet im Mund durch Saugwirkung (Adhäsion- und Kohäsionskräfte) Halt am Kiefer. Hierzu wird der Prothesenrand mit Hilfe einer Funktionsabformung individuell angepasst. Der Prothesenrand muss die Prothese abdichten. Die Weichteile im Mund können die Prothese bei verschiedenen Mund- und Zungenbewegungen lockern oder abhebeln. Die Prothese muss deshalb den diversen Muskelbändern einen Bewegungsspielraum lassen, wie beispielsweise dem Zungenbändchen oder den Lippen- und Wangenbändchen. Im Unterkiefer wird mit der Funktionsabformung auch der Bewegungsspielraum des Mundbodens berücksichtigt. Der Mundboden hebt und senkt sich im Zusammenspiel mit der Zunge. Die Prothese darf dadurch nicht vom Unterkiefer abgehoben und ausgehebelt werden.
Der Halt unterscheidet sich zwischen der Oberkiefer- und der Unterkieferprothese.  Bei letzterer ist durch die kleinere Auflagefläche, die reduzierte Saugwirkung und die Bewegungen der Zunge der Halt erheblich geringer. Erfahrene Prothesenträger können die Unterkieferprothese durch die Zunge und die Wangenmuskulatur in Position halten.
Der Halt einer Prothese hängt von zahlreichen Faktoren ab. Zunächst ist die Kieferform entscheidend. Je größer und ausgeprägter der Kieferkamm ist, desto besser ist der Halt. Der Halt einer Prothese kann sich im Laufe vieler Jahre verschlechtern, weil der Kieferknochen einem Knochenabbau unterworfen ist. Im gesunden Gebiss sind die Zähne in den Alveolen an den Sharpeyschen Fasern aufgehängt. Bei einer Belastung der Zähne resultieren Zugkräfte – und nicht etwa Druckkräfte – auf den Kieferknochen. Auf Grund der piezoelektrischen Kräfte entstehen bei Belastung der Zähne und damit des Kieferknochens elektrische Potentiale, die sich positiv auf den Knochenaufbau auswirken. Im unbezahnten Gebiss wirkt hingegen die Druckbelastung der Zahnprothesen auf die Gingiva propria und damit auf den darunter liegenden Kieferknochen, der darauf mit vermehrter Resorption reagiert.
Der Halt der Prothese hängt auch von der statischen Gestaltung ab. Dies bedeutet, dass die Prothesenzähne in ihrer Okklusion (Zusammenbiss der Ober- und Unterkieferzähne) zu einer stabilen Lage beitragen müssen und nicht durch Kaubewegungen ein Heraushebeln der Prothese bewirken dürfen.

### Unterschiede in der Okklusion gegenüber dem natürlichen Gebiss
Im natürlichen Gebiss sorgt die Eckzahnführung dafür, dass bei einer Seitwärtsbewegung (Laterotrusionsbewegung) der Unterkiefer zur Öffnung gezwungen wird. Dadurch geraten die Zähne im Seitenzahnbereich außer Kontakt. Gleiches bewirken die Frontzähne bei einer Vorschubbewegung des Unterkiefers. Bei einer Totalprothese würde eine alleinige Front- und Eckzahnführung jedoch ein Aushebeln und Kippen der Prothesen bewirken. Aus diesem Grund werden Prothesen so eingeschliffen, dass keine aushebelnden Führungszonen bestehen. Vielmehr werden bewusst Balancekontakte hergestellt. Dies bedeutet, dass bei einer Seitwärtsbewegung die Zähne beider Seiten unter Kontakt aufeinander gleiten. Bei der Vorschubbewegung des Unterkiefers gleiten auch die Molaren der Ober- und Unterkieferprothese übereinander und sorgen für eine distale Abstützung.
Gegebenenfalls muss der Prothesenträger seine Kaugewohnheiten ändern und ein Kaumuster durchführen, das eher Hackbewegungen gleicht. Mahlbewegungen der Kiefer sind hingegen eher zu reduzieren.

### Abbau des Alveolarkamms
Der Alveolarkammabbau beträgt im ersten Jahr nach dem Zahnverlust etwa 0,5 mm im Oberkiefer und 1,2 mm im Unterkiefer. In den Folgejahren beträgt der Abbau 0,1 mm im Oberkiefer und 0,4 mm im Unterkiefer. Der schnellere Abbau des Unterkieferknochens resultiert unter anderem daraus, dass die Auflagefläche für eine Prothese nur etwa halb so groß ist wie die des Oberkiefers. Im Oberkiefer liegt die Prothese auch auf dem Gaumen auf. Dadurch sind die Belastungskräfte, die auf den Unterkiefer wirken, doppelt so groß wie im Oberkiefer. Daraus folgt, dass in der Regel nach etwa 20 Jahren Prothesentragedauer der Alveolarkamm des Unterkiefers vollkommen abgebaut und der Unterkiefer flach geworden ist. Er bietet dann keinen Halt mehr für eine Totalprothese. In solchen Fällen kann durch verschiedene Kieferknochenaufbauverfahren, der Kiefer wieder rekonstruiert werden. Ein Halt der Prothese kann auch durch Implantate erreicht werden. Damit der Kieferabbau möglichst langsam vonstattengeht, muss die Prothese gut aufliegen. Dies muss durch regelmäßige, in ein- bis zweijährigem Abstand durchgeführte Unterfütterungen (Aufpolstern) der Prothese erfolgen.

## Dauer der Haftung einer Prothese
In der Schleimhaut (Mukosa) befinden sich schleimbildende Zellen. Die Schleimbildung ist für die Haftung der Prothese wichtig. Der Schleim hat eine Funktion, ähnlich einer Flüssigkeit zwischen zwei Glasscheiben, die dadurch besser aneinanderhaften. Ähnliches beobachtet man beim Anfeuchten eines Saugnapfs.
Die Schleimhaut bildet in der Regel kontinuierlich Schleim. Durch zu viel Schleim wird die Saugwirkung sukzessive reduziert, da der zunehmende Schleim den Abstand zwischen Prothese und Schleimhaut sukzessive vergrößert. Deshalb hält die Saugwirkung der Prothese nur etwa 20 Minuten lang an. Nach Ablauf dieser Zeit muss  die Prothese  durch ein kräftiges Zusammenbeißen wieder an den Kiefer gedrückt werden, um sich erneut festzusaugen. Durch dieses Zusammenbeißen wird der überschüssige Schleim zwischen Prothese und Schleimhaut herausgepresst.

## Druckstellen
Verursacht eine Prothese Druckstellen und schmerzt beim Kauen, dann wird man automatisch die Prothese nicht fest auf den Kiefer andrücken, wodurch sich die Prothese nicht richtig ansaugen und damit nicht halten kann. Druckstellen müssen deshalb umgehend von einem Zahnarzt beseitigt werden. Bei einem kantigen Verlauf des Kieferkammknochens kann eine weichbleibende Unterfütterung die Belastungen beim Kauen etwas dämpfen und damit Druckstellen vorbeugen. Dem Kunststoff sind dabei Weichmacher zugesetzt. Im Übrigen führen Druckstellen zu Schleimhautgeschwüren, die sich infizieren und im schlimmsten Fall auch entarten können. Das Abheilen der Druckstellen kann durch die Verwendung von Haftmitteln beschleunigt werden.

## Funktionsweise des Haftmittels

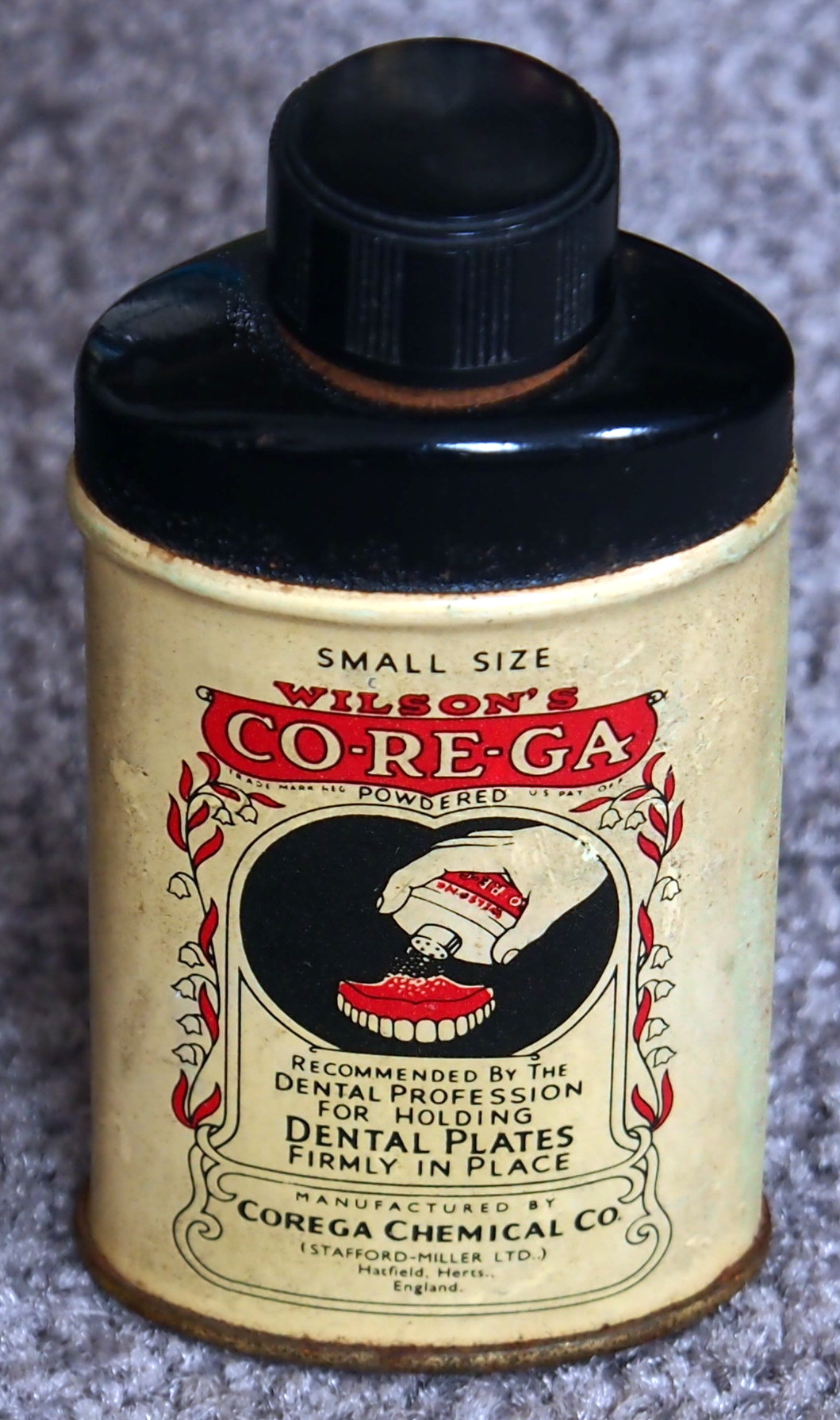
Historisches Haftpulver Wilsons CO-RE-GA, 1930er Jahre

Das Haftpulver oder die Haftcreme kann bei einer schlecht passenden Prothese kaum eine Besserung bewirken und kann mögliche Mängel einer Prothese nicht kompensieren. Vorausgesetzt die Prothese „passt“, bewirkt das Haftmittel eine gewisse Eindickung des Schleims. Die Haftmittel quellen im Speichel auf  und erhöhen damit seine Viskosität. Sie bilden auf der Prothesenbasis einen Film und erhöhen dadurch die Adhäsion. Der Schleim wird zäher. Die Haftcreme klebt demnach den Zahnersatz nicht fest, sondern sorgt für eine höhere Haftung, wenn Menge und Beschaffenheit des Speichels nicht ausreichen, um den natürlichen Halt zu gewährleisten.
Hierzu soll das Haftpulver auf die gereinigte, angefeuchtete Prothese außerhalb des Mundes etwa so aufgetragen werden, als ob man eine Suppe salzt. Haftpulver ist eher für die Oberkieferprothese geeignet. Bei einer Haftcreme genügt das Auftragen von etwa vier erbsengroßen Portionen, die über die Unterkieferprothese verteilt werden. Anschließend wird die Prothese in den Mund eingesetzt und fest angedrückt.
Zu viel Haftmittel kann die Haftwirkung reduzieren.

## Zusammensetzung
Viele Hersteller halten sich bedeckt, was die genaue Zusammensetzung der Haftmittel angeht. Sie können je nach Präparat enthalten: Methylcellulose, Natriumalginat,  Gemisch der Natrium-/Kalziumsalze des Copolymers aus Methylvinylether und Maleinsäureanhydrid, Carboxymethylcellulosen, Paraffin, Vaseline, Aloe Vera (Barbadensis Miller), Siliciumdioxid, Menthol, Azorubin, Paraffin, Cellobiose oder Zink. Häufig werden Alginate verwendet, die Salze der Alginsäure. Alginat findet als Verdickungs- oder Geliermittel Verwendung. Alginsäure wird von Braunalgen und von einigen Bakterien (z. B. Azotobacter) gebildet.

### Zink
Haftcremes sind mit und ohne Zusatz von Zink auf dem Markt. Zink hat eine entzündungshemmende Wirkung, lindert Schmerzen und fördert die Wundheilung. Teile des Haftmittels werden naturgemäß verschluckt. Bei hoher Zinkzufuhr über einen längeren Zeitraum kann es über eine durch das Zink verursachte Hemmung der Kupferaufnahme im Dünndarm zu einem Kupfermangel kommen, der auch zu schweren neurologischen Symptomen wie zum Beispiel Taubheitsgefühl, Kribbeln und Schwäche der Gliedmaßen (Extremitäten), Schwierigkeiten beim Gehen und Gleichgewichtsstörungen sowie Anämie (Blutarmut), Kopfschmerzen, Übelkeit, Verstopfung oder Appetitmangel führen kann. Bei täglicher Anwendung sollte einer zinkfreien Alternative der Vorzug gegeben werden, erst recht bei einer Anwendung öfter als einmal am Tag oder dem Verbrauch einer Tube mit 40 Gramm Inhalt in weniger als 6 Wochen. Gleichwertige Eigenschaften zur Schmerzlinderung und Entzündungshemmung haben pflanzliche Zusätze wie Kamille oder Aloe Vera.

## Varianten
Haftcreme, Haftkissen, Pads, Haftstreifen oder Haftgel füllen zusätzlich die eventuell bestehenden kleinen Hohlräume zwischen Prothese und Schleimhaut aus. Sie stellen gewissermaßen kurzzeitige – nicht besonders taugliche – „Unterfütterungen“ dar. Diese Produkte werden im Unterkiefer nicht so schnell weggeschwemmt, wie Haftpulver. Manche Cremes müssen auf die trockene, andere auf die angefeuchtete Prothese aufgebracht werden.

### Haftkissen
Haftkissen sind Folien aus einem elastischen Plastikmaterial, das durch die Körperwärme weich und anschmiegsam wird. Sie saugen sich am Kiefer fest und halten bis zu drei Wochen. Das Haftkissen wird auf die gereinigte und gut getrocknete Prothese gedrückt. Die Luftblasen werden herausgestrichen und das Kissen passend zurechtgeschnitten. Bei der täglichen Gebissreinigung verbleibt das Haftkissen an der Prothese. Bestandteile sind Polybutylen, Methacrylat, Polypropylen Laurat, Titandioxid, Eisenoxidpigment.

### Haftstreifen
Haftstreifen (Haftpolster) bestehen aus  feinem, gaumenfreundlichem Vliesgewebe, das  Natriumalginat enthält. Die Haftstreifen sind in Prothesenform jeweils für den Oberkiefer und den Unterkiefer geformt und können gegebenenfalls auf die entsprechende Größe zugeschnitten werden. Sie werden auf die feuchte Prothese gelegt. Haftstreifen müssen wie die anderen Haftmittel  täglich gewechselt werden, da sie sonst einen besonders guten Nährboden für Keime darstellen, die Entzündungen verursachen können.

## Prothesenreinigung
Die Haftmittel müssen mindestens einmal täglich während der Prothesenreinigung vollständig entfernt werden. Zahnprothesen sollten nach jedem Essen zumindest mit Wasser abgespült werden, worauf ein erneutes Auftragen des Haftmittels erfolgen kann. Zeitgleich muss eine Reinigung der Schleimhaut im Mund (Gaumen und Kieferkämme) mit einer weichen Bürste erfolgen und diese von Resten des Haftmittels befreit werden. Zur Reinigung einer Prothese hält der Handel spezielle Prothesenbürsten bereit.

## Vorsichtsmaßnahmen

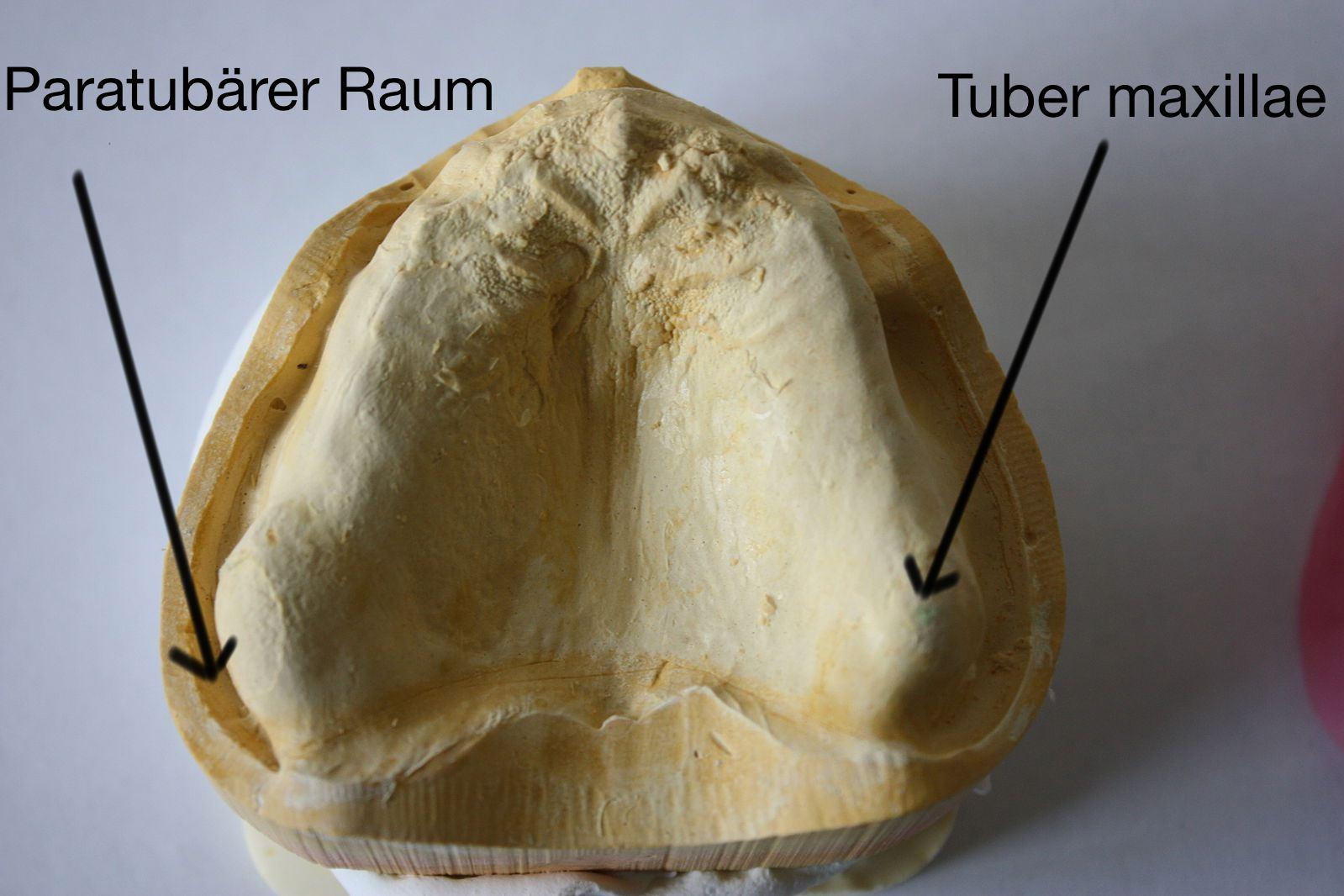
Gipsmodell des zahnlosen Oberkiefers; Tuber maxillae; Paratubärer Raum

- Durch das unmittelbare Benutzen von Haftmitteln nach der Herstellung der Prothese  können unerwünschte Anpassungsfehler der Prothese verdeckt werden.
- Haftmittel können aspiriert werden.[5]

## Kaudruck
Im vollbezahnten Gebiss bei vollständigen gesunden Zähnen beträgt die maximale Beißkraft 50 kp für die erste Molar-Region und 40 kp in der prämolaren Zone. Im Vergleich dazu können Totalprothesenträger eine  maximale Beißkraft von nur etwa 5 kp im Seitenzahnbereich erzeugen. Dieser Kaudruck wird im Idealfall durch die bessere Haftung der Prothesen durch das Haftpulver erreicht.

## Abbeißen
Die Fähigkeit, mit einer Prothese abzubeißen, hängt in erster Linie davon ab, ob die Tubera maxillae ausgeprägt sind. Die Prothese kann dann den paratubären Raum umfassen. Fehlen die Tubera, dann kann die Fähigkeit abzubeißen auch durch Haftmittel nicht erreicht werden. Die Prothese kippt dann hinten beim Abbeißen ab. Ist wenigstens auf einer Seite der Tuber ausreichend ausgeprägt, kann mit der kontralateralen Seite seitlich abgebissen werden.